# Гаргоилизм
Гаргоили́зм (мукополисахаридоз типа I и II англ. MPS-I, MPS-II) — характерная для болезни Пфаундлера — Гурлер и некоторых других типов мукополисахаридоза внешность: грубые черты лица: широкая и приплюснутая переносица, широко расставленные глаза, широкий с большими ноздрями нос, толстые губы и язык, открытый рот с маленькими редкими зубами; форма черепа нередко напоминает киль лодки. Заболевание обусловлено наследственной патологией соединительной ткани, проявляющейся поражением костей, суставов, глаз, внутренних органов и нервной системы. Понятие гаргоилизм берёт начало от фр. gargouille (гаргу́лья), обозначающего раструбы старинных водосточных труб средневековых соборов, украшавшиеся рельефными изображениями фантастических фигур с отталкивающим, причудливым лицом (химер).

## Историческая справка
Термин «гаргоилизм», который был введен в клинику английским врачом Эллисом (англ. R. W.В. Ellis) в 1936 году до открытия биохимической основы патологического процесса, объединяет мукополисахаридозы типа I (Н, S, H/S) и типа II (синдром Хантера).

## Наследование

Аутосомно-рецессивный механизм наследования (объяснение в тексте)

Подавляющее большинство мукополисахаридозов наследуются аутосомно-рецессивно и, таким образом, с одинаковой частотой встречается как у мужчин, так и у женщин. Исключение составляет болезнь Хантера (мукополисахаридоз II), которая наследуются сцепленно с полом.
Аутосомно-рецессивный тип наследования на практике означает, что дефектный ген расположен на одной из двух аллельных аутосом. Заболевание клинически манифестирует только в случае, когда обе аутосомы, полученные по одной от отца и матери, являются дефектными по данному гену. Как и во всех случаях аутосомно-рецессивного наследования, если оба родителя несут дефектный ген, то вероятность наследования болезни у потомства составляет 1 из 4. Таким образом в среднем, на одного больного ребёнка в такой семье приходится три без клинических признаков проявлений генной болезни. На схеме оба родителя являются носителями дефектного гена (окрашены фиолетовым цветом, синим кружочком помечен нормальный ген, дефектный ген обозначен красным кружочком). По законам Менделя 50 % детей станут носителями (как их родители), 25 % родятся генетически здоровыми (выделено синим цветом) и в 25 % случаев — больными (выделено красным).
Болезнь Хантера наследуется как Х-сцепленное рецессивное заболевание:
| Наиболее частый случай X-сцепленного рецессивного наследования: от матери, которая является носителем, при здоровом отце. | X-сцепленное наследование рецессивного признака от отца, который является больным. |

Клиническая картина болезни Хантера обусловлена мутациями гена, расположенного на длинном плече Xq27.3-28 и кодирующего фермент идуроносульфатсульфатазу. Механизм наследования — сцепленный с полом:
- Гомозиготные мужчины (обладатели дефектной Х-хромосомы) с классическим фенотипом болезни Хантера по законам генетики способны передать мутантную хромосому только своим дочерям (на схеме справа).
- Женщины гетерозиготны (имеют одну нормальную и одну дефектную хромосому). По законам Менделя они передают мутантный ген половине своих потомков (на схеме слева). При этом, течение болезни у них отличается умеренно-выраженным характером с более поздним началом, медленным прогрессированием и наличием лёгких клинико-патологических изменений. Тем не менее, рядом исследований продемонстрировано наличие признаков тяжёлого течения болезни и у гетерозиготных женщин. При этом механизм, посредством которого у гетерозиготных женщин развиваются клинические симптомы болезни Фабри до сих пор неизвестен. У большинства таких женщин определяется практически нормальный уровень циркулирующего в крови фермента, а случайный процесс инактивации одной Х-хромосомы подразумевает мозаичность их тканей, которые состоят как из нормальных, так и ферменто-дефицитных клеток.

## Патогенез
В зависимости от недостаточности одного из ферментов лизосом, накапливаются мукополисахариды одного из трёх классов: гепаран-, дерматан- или кератансульфаты.

## Классификация
Согласно Международной классификации болезней десятого пересмотра (МКБ-10), различают:
- E76 Нарушения обмена гликозаминогликанов:
  - E76.0 Мукополисахаридоз, тип I. Синдромы: «Гурлер» (MPS-I H), «Шейе» (MPS-I S), «Гурлер — Шейе» (MPS-I H/S).
  - E76.1 Мукополисахаридоз, тип II Болезнь Хантера.

## Клиническая картина
Обобщённый фенотип пациентов с гаргоилизмом выглядит так:
- грубые черты лица;
- помутнение роговицы глаз;
- гепато-спленомегалия;
- тугоподвижность суставов;
- множественный дизостоз;
- грыжи;
- экскреция мукополисахаридов с мочой;
- метахромное окрашивание периферических лейкоцитов и костного мозга.